# 青年協議会
NPO法人青年協議会（えぬぴーおーほうじんせいねんきょうぎかい）は、かつて存在した日本のボランティア団体。東日本大震災復興支援活動としての「街頭募金活動」と「被災地の犬猫避難所運営」、また街の清掃活動やスタッフ向けの教育プログラムを通しての「人材育成活動」を軸に、『東日本大震災の復興支援』『未来を担う若者の人材育成』『環境問題への取り組み』を実行していた一方、2020年以降は詐欺事件への組織的関与や法定書類の提出義務懈怠といった不祥事が頻発していたNPO 団体。上村剛らによって結成。親団体として社団法人熊本県青年塾がある。
2023年3月27日、設立認証取消し（後述）。

## 沿革
熊本県宇土市にて青少年育成を主目的として設立。東日本大震災を機に東京へ活動拠点を移し、復興支援活動をメインとして活動している。当初は湯島天満宮で開催された平成27年度総会に古川康、坂井学ら現職の国会議員が参列し宇土市長の元松茂樹、熊本県副知事(当時)の小野泰輔らが祝辞を寄せるなど、政界との強いパイプをアピールしていた。
2018年6月、法人の創設者かつ初代代表理事の上村剛と職員数名が共謀し、水戸市の女性からキャッシュカードを騙し取る。上村は後に逮捕・起訴され、2020年9月に執行猶予付きの懲役刑に処せられる(#代表理事の逮捕を参照)。これにより上村は特定非営利活動促進法第20条第2号に規定するNPO法人の役員欠格事由に該当することとなった。これと前後して、宇土市議会議員の今中真之助が2代目の代表理事に就任した旨を自身のSNSに投稿したが、登記上の代表者の異動は確認されなかった。
同年11月頃から公式ホームページを閲覧できない状態にしており、法人からの直接的な情報公開を停止している。一方で、2021年2月には熊本県宇土市の観光PR映像の制作に協力しており、法律上の代表理事の欠格事由に該当する刑事事件の発生という異常事態にもかかわらず、一切の説明や謝罪も行わず活動を継続していることが確認できる。なお、同映像の制作には上村もプロデューサーとして参加しており、執行猶予中の刑事犯という立場にもかかわらず辞職後も法人と一定の関係を保っていることがうかがえる。
2021年3月、特定非営利活動促進法第29条に規定する事業報告書等の提出義務を怠ったとして、熊本県から同法第80条第5号に基づく行政処分(20万円以下の過料)を受ける。
2023年3月、事業報告書等の提出義務を3年間にわたり怠ったため、同月27日付けで熊本県により設立の認証を取り消された。

## 主な活動
街頭募金活動を全国的に展開し、東北の被災地団体への助成を行なっていた。主な支援活動としては被災地の犬猫の避難所、0円キャンプスクール、相馬慰霊事業、人材育成活動等がある。また、青少年育成活動の一環として街の清掃活動を行なっていた。
#沿革の項に記載のとおり、2020年以降は初代代表理事の刑事処罰とそれに伴う代表理事の欠格事由への該当、公式ホームページの公開停止、法定書類の提出義務の懈怠等が相次いで発生しており、法人の活動実態が不透明な状況に陥っていた。

## 事業一覧
- 青少年育成事業
- グリーンアースシステム事業（環境アプリによる復興支援）
- ドロップイン事業
- ボランティアツアー事業
- ボランティアホリデー事業
- 大学生インターン事業
- 防災講習事業
- 街角コンシェルジュ事業
- 被災地雇用事業
- 0円キャンプスクール事業
- 善意銀行事業
- 通信販売による産業復興事業
- 復興居酒屋事業
- 里親カフェ事業
- 就労支援事業

## 支部
全国に支部を展開。東京、横浜、埼玉、千葉、仙台、札幌、新宿、東新宿。

## 代表理事の逮捕
2020年6月11日、茨城県警ひたちなか署及びニセ電話対策室の合同捜査班は、当時代表理事の職にあった上村剛を詐欺と窃盗の容疑で逮捕した。初公判は水戸地裁で8月18日に行われ、上村は起訴内容を認めた。起訴状によると、2018年6月に上村と青年協議会で働く男らが共謀し、水戸市の女性からキャッシュカードを騙し取り、現金を引き出したとされる。2020年9月11日、懲役2年4月、執行猶予3年の有罪判決が言い渡された。
これにより上村は、特定非営利活動促進法第20条第2号の役員欠格事由に該当することとなった。